# 平賀氏
平賀氏（ひらがし）は、日本の氏族。
- 信濃国を本領とした清和源氏義光流の一族は信濃平賀氏
- 安芸国南部を本領とした藤姓良房流の一族は安芸平賀氏

## 信濃平賀氏

### 概要
新羅三郎義光の子盛義が佐久郡平賀邑を有したことに始まり、子の平賀義信の代に、源氏御門葉として、また御家人筆頭として隆盛を誇った。
義信の子惟義は文治元年（1185年）に相模守となる。2代将軍頼家以降では京都守護として活躍し、幕府から伊勢・伊賀・越前・美濃・丹波・摂津という近畿6ヶ国の守護を任され、更に朝廷の後鳥羽上皇の近臣となり、大内冠者と呼ばれた。最終官位は修理権大夫で四位に昇進したと考えられる。惟義は、承久元年（1219年）正月27日、3代将軍実朝の右大臣昇進の鶴岡参宮行列に列したのを最後に記録上から姿を消す。
惟義の弟朝雅は、父義信に次いで武蔵守となり、北条時政の娘（牧の方所生）を妻に迎えて京都守護と伊賀・伊勢の守護を兼ね、さらに伊賀の国主と栄達を重ねるが、義父時政の寵愛が災いして元久2年（1205年）牧の方が朝雅を将軍にしようとした陰謀（牧氏事件）が発覚、京都で誅された。
朝雅の死後（時政の失脚後）も惟義の権威は揺らがなかったが、鎌倉幕府内では執権北条氏の権威が確立し、当初は御家人筆頭であった席次も北条氏の下座に着くようになる。また惟義の後を継いだ惟信は、承久3年（1221年）の承久の乱で京方に付き、平賀氏は没落した。
なお、『小早川家文書』（552・553号）より、平賀九郎有信（法名:念仏）が承久の乱の戦功で安芸国安芸町村（地名）地頭職を与えられ、嘉禎3年（1237年）に縁者と思われる深沢有経にこれを譲っていることが分かる。有信の名前は現存の系譜には伝えられていないが、秋山敬は義信の兄である平賀有義の子と推定しており、鎌倉方に付いた一族も存在していたとみられる。
また、「楠木合戦注文」に元弘3年（1333年）の元弘の変の楠木正成を討伐する幕府軍に動員された新田義貞の指揮する軍中に「新田一族、里見一族、豊島一族、平賀武蔵二郎跡、飽間一族、薗田淡路入道跡」とあって、武蔵守に補任された平賀義信、平賀朝雅の子孫が鎌倉御家人として存続したことがわかる。これは新田義重と平賀盛義との深い親交や、義重が平賀氏一族の義隆、義澄、義資（義職）を猶子としたことが、新田氏との間の姻戚関係に発展して新田荘内に所領を得て、平賀氏本宗が新田氏一党に内包されていったものと考えられている。
その後は、平賀郷の在地豪族などが平賀姓を名乗っていたが、信濃源氏小笠原氏の庶流大井氏の勢力下となり、庶流の岩村田大井氏出身の平賀玄信が記録に残されている。
玄信の滅亡後、一族は陸奥国白石に移り伊達氏に仕え、名字を白石に改め、伊達秀宗が伊予国宇和島藩に移転した際に讃岐国に足軽として帰農した伝承があり、江戸時代後期の平賀源内は、この岩村田大井氏系平賀氏の子孫と自称して、平賀姓に復したという。

## 安芸平賀氏

### 概要
安芸平賀氏は太政大臣であった藤原良房の後裔を称し、松葉資宗（すけむね）を始祖としている。資宗は源頼朝に協力して治承・寿永の乱（源平合戦）で数多くの功を挙げ、出羽平鹿郡、安芸高屋保、上総桜尾郷、越中油田条を与えられた。資宗の子、松葉惟泰（これやす、平賀惟泰）の頃に出羽平鹿郡に下向、在所の名を取って平鹿氏（平賀氏）を称した。
惟泰の兄・松葉朝宗（ともむね）は建保2年（1214年）4月19日に将軍・源実朝を烏帽子親として元服してその1字を与えられて初め実宗（さねむね）、のち朝宗と名乗った。惟泰自身も貞永2年（1232年）7月11日に北条泰時の邸宅で元服して｢泰｣の字を与えられ、また弟の松葉惟時（これとき、平賀惟時）も北条時頼の邸宅で元服して｢時｣の字を与えられている。
文永11年（1274年）頃に平賀氏の一族が元軍の攻撃に備えて、大陸や半島に近い他の御家人らと共に西国に下向。そのまま所領の安芸高屋保に御薗宇城を築いて居城とした。
鎌倉幕府が滅亡すると、高屋保を領していた平賀共兼（ともかね）は足利尊氏に従って活躍した。しかし、庶長子であった共兼は平賀氏の惣領であった弟の平賀直宗（なおむね）と家督相続で対立。この抗争に直宗が勝利した結果、直宗が高屋保に下向して高屋保の支配にあたった。これより平賀氏の本拠は安芸高屋保となり、出羽平鹿郡等は徐々に失われていった。
安芸国人領主となった平賀氏は勢力の拡大に腐心し、近隣の国人との連携を深めていった。室町時代・戦国時代における歴代当主は大内氏当主より偏諱を受けている。応永の安芸国人一揆でも指導的役割を果たし、毛利氏の家督を巡る内紛にも介入して、毛利宗家と庶家の和解に尽力した。戦国時代に入ると、当主の平賀弘保は文亀3年（1503年）に白山城を新たに築いた。永正5年（1508年）、周防・長門の大内義興が足利義稙を奉じて上洛した際には、弘保も他の安芸国人と共に上洛して、船岡山合戦等でも活躍した。
その後、大内氏と尼子氏両者の争いが激化した。大永3年（1523年）6月、大内方の鏡山城が落城すると、弘保は居城であった白山城の防備に不安を感じ、近隣の頭崎山に頭崎城を築城。嫡男の興貞を城主とした。ところが、興貞は父の意向を無視して尼子氏に属し、大内方に味方した弘保と孫の隆宗・新九郎（後の広相）兄弟で争いを繰り広げることとなった。
天文9年（1540年）、大内義隆の命を受けた毛利元就が高屋保へと進出、頭崎城を攻略した。敗れた興貞は出家して、平賀氏の家督は興貞の嫡子である隆宗が相続した。隆宗は大内方として活躍するが、天文18年（1549年）に備後神辺城を攻撃中に死去した。弘保は家督を新九郎に継がせようと考えたが、義隆の策謀によって平賀氏の家督は小早川氏庶流の義隆の寵童が改名して相続し、平賀隆保と名乗った。
天文20年（1551年）に大寧寺の変で義隆が陶隆房によって殺害されると、陶方に味方していた毛利元就は、大内方であった頭崎城の隆保を攻めて自殺させ、家督を新九郎に継がせた。新九郎は毛利氏よりその祖先・大江広元に因む｢広｣の字を与えられて｢広相｣と改名、毛利氏との関係強化に努め、近隣の小早川氏に養子に入った小早川隆景と義兄弟の仲となり、国人としての自律性を有しながらも毛利氏への従属を深めていった。これに伴い偏諱も毛利氏当主から受けるようになっている。永禄10年（1567年）に広相が死去すると家督は嫡男の元相が継いだ。
毛利氏が最大勢力を築いていた頃には、平賀氏の所領も最大となり1万8,000石を領する規模まで成長していた。しかし、慶長5年（1600年）の関ヶ原の戦いの後、毛利氏が防長移封となると、平賀氏もそれに随行して移住し、所領も4,000石と大幅な減封となったため、元相はそれに苦悩して翌年の慶長6年（1601年）に家禄を返上して上洛。京都での隠棲生活に入った。
後に嫡男の元忠（もとただ）が300石の毛利家臣として復帰。なおも京都に住み続けた元相であったが、寛永13年（1636年）に孫の就忠（なりただ）からの要請を受けて萩に戻り、99歳で大往生を遂げた。平賀氏はその後も毛利氏家臣として続いた。

### 平賀氏庶流木原氏
平賀弘頼の子、保成が木原城主となって、木原を名字とした。その後、家臣として平賀氏に仕えたが、平賀宗家の没落によって武士を廃業し、商人として活動。江戸時代には酒造業や塩田業等を営み、芸南有数の豪商として活動した。今も東広島市に残る旧木原家住宅は昭和41年（1966年）に国の重要文化財指定を受けた。
幕末の広島藩士木原適處はその一門で、江戸に遊学して勝海舟に海軍を学び、その知識をもって広島藩士に登用された。同門下の中岡慎太郎、坂本龍馬、大田黒伴雄、村田蔵六（後の大村益次郎）らと親交を結んだ。
幕末の動乱期には神機隊を創設してその指揮に当たり、戊辰戦争では東北等を転戦した。明治維新後は、明治17年（1884年）に広島英学校を設立。後に合併等で学校名は消滅するが、現在の広島女学院はその末である。

### 広島藩士平賀氏
平賀氏庶流は毛利氏の防長移封に従わず、帰農した者や先述の木原氏のように商人として生きていく道を選んだ者も居た。浅野氏に仕え広島藩士として仕えた者も居り、大正から昭和にかけて活動した平賀徳太郎海軍少将や、夕張型軽巡洋艦や高雄型重巡洋艦、大和型戦艦を設計した平賀譲造船技術中将らはその末裔にあたる。